# Đại học Liên bang Minas Gerais
Đại học Liên bang Minas Gerais (tiếng Bồ Đào Nha: Universidade Federal de Minas Gerais) là một trường đại học liên bang nằm ở Belo Horizonte, bang Minas Gerais, Brazil. Các sinh viên giai đoạn đầu (undergraduate) được nhận vào học thông qua các kỳ thi quốc gia định kỳ sáu tháng một lần được gọi là hệ thống lựa chọn hợp nhất. Đây là một trong năm trường đại học lớn nhất của Brazil, là trường đại học liên bang lớn nhất. Trường cung cấp 75 chương trình đại học, bao gồm các bằng ngành Y, Luật và Kinh tế, cộng với kỹ thuật và khoa học, nghệ thuật. Trường có 57 chương trình tiến sĩ, 66 chương trình thạc sĩ, 79 chương trình sau tú tài và 38 chương trình thực tập y tế. Trường có 49.254 sinh viên theo học.